# کاستری دی لچه
کاستری دی لچه (به ایتالیایی: Castri di Lecce) یک کومونه در ایتالیا است که در استان لچه واقع شده‌است.

## خصوصیات
کاستری دی لچه ۱۲ کیلومترمربع مساحت و ۳٬۰۶۶ نفر جمعیت دارد و ۴۷ متر بالاتر از سطح دریا واقع شده‌است.